# غونتر هابيغ
غونتر هابيغ (بالألمانية: Günter Habig)‏ هو لاعب كرة قدم ألماني في مركز الهجوم، ولد في 7 ديسمبر 1964. لعب مع ألمانيا آخن ونادي بوخوم.

## وصلات خارجية
- غونتر هابيغ على موقع قاعدة بيانات كرة القدم.إي يو (الإنجليزية)
- غونتر هابيغ على موقع بيانات كرة القدم. دي إي (الألمانية)